# Діллінген-на-Дунаї (район)
Район Діллінген-на-Дунаї (нім. Landkreis Dillingen an der Donau) — район в Німеччині, у складі округу Швабія федеральної землі Баварія. Адміністративний центр — місто Діллінген-на-Дунаї.

## Населення
Населення району становить 97 172 осіб (станом на 31 грудня 2020).

## Адміністративний поділ
Район складається з 5 міст (нім. Städte), 3 торговельних громад (нім. Märkte) та 19 громад (нім. Gemeinden):
| Міста 1. Вертінген (9356) 2. Гекстедт-ан-дер-Донау (6879) 3. Гундельфінген-ан-дер-Донау (7882) 4. Діллінген-ан-дер-Донау (19314) 5. Лауїнген (11068) Об'єднання громад 1. Вертінген (місто Вертінген та громади Бінсванген, Лаугна, Філленбах та Цузамальтгайм) 2. Віттіслінген (торговельна громада Віттіслінген та громади Медінген та Циртгайм) 3. Гекстедт-ан-дер-Донау (місто Гекстедт-ан-дер-Донау та громади Бліндгайм, Фіннінген, Лутцинген та Швеннінген) 4. Гольцгайм (торговельна громада Айслінген та громади Глетт та Гольцгайм) 5. Гундельфінген-ан-дер-Донау (місто Гундельфінген-ан-дер-Донау та громади Бехінген-ан-дер-Бренц, Гаунсгайм та Медлінген) | Торговельні громади 1. Айслінген (1322) 2. Біссінген (3675) 3. Віттіслінген (2402) Громади 1. Бахгагель (2249) 2. Бехінген-ан-дер-Бренц (1368) 3. Бінсванген (1340) 4. Бліндгайм (1756) 5. Буттенвізен (5988) 6. Глетт (1118) 7. Гаунсгайм (1605) 8. Гольцгайм (3646) 9. Зиргенштайн (3790) 10. Лаугна (1598) 11. Лутцинген (984) 12. Медінген (1367) 13. Медлінген (1027) 14. Філленбах (1277) 15. Фіннінген (1745) 16. Циртгайм (1041) 17. Цешинген (741) 18. Цузамальтгайм (1231) 19. Швеннінген (1403) |

Дані про населення наведені станом на 31 грудня 2020.